# Sandtjärnen (Offerdals socken, Jämtland, 707768-139739)
Sandtjärnen är en sjö i Krokoms kommun i Jämtland och ingår i Indalsälvens huvudavrinningsområde. Sjön har en area på 0,167 kvadratkilometer och ligger 562,4 meter över havet. Sandtjärnen ligger i Oldflån-Ansätten Natura 2000-område.

## Delavrinningsområde
Sandtjärnen ingår i det delavrinningsområde (707725-139760) som SMHI kallar för Utloppet av Sandtjärnen. Medelhöjden är 576 meter över havet och ytan är 1,02 kvadratkilometer. Det finns inga avrinningsområden uppströms utan avrinningsområdet är högsta punkten. Vattendraget som avvattnar avrinningsområdet har biflödesordning 6, vilket innebär att vattnet flödar genom totalt 6 vattendrag innan det når havet efter 294 kilometer. Avrinningsområdet består mestadels av skog (35 procent) och sankmarker (49 procent). Avrinningsområdet har 0,17 kvadratkilometer vattenytor vilket ger det en sjöprocent på 16,3 procent.